# Werner Große
Werner Große (* 9. November 1949 in Glindow) ist ein deutscher Kommunalpolitiker (CDU der DDR, CDU). Von 1990 bis 2014 war er Bürgermeister der Stadt Werder (Havel). Werner Große ist seit 2017 Ehrenbürger der Stadt.

## Leben und Wirken
Werner Große absolvierte nach der Schulzeit eine Lehre zum Facharbeiter für Obst- und Gemüseproduktion. Von 1969 bis 1973 studierte er an der Martin-Luther-Universität Halle-Wittenberg Jura mit dem Abschluss Diplom-Jurist. Während seiner Studienzeit trat Große 1971 der CDU der DDR bei. Nach dem Ende seiner Studienzeit war Werner Große von 1974 bis 1978 stellvertretender Bürgermeister der Stadt Werder (Havel). Anschließend wechselte er in die Bezirksstadt Potsdam, wo er als Abteilungsleiter beim CDU-Bezirksverband arbeitete.
Bei den ersten Kommunalwahlen nach der politischen Wende 1989/90 im Mai 1990 wurde Große zum Bürgermeister Werders gewählt. Neben seiner Tätigkeit als Bürgermeister war er seit 2002 als Präsident des Städte- und Gemeindebundes Brandenburg tätig.
Große unternahm vom 23. bis 28. Mai 2004 eine Reise in die Mongolei, um den Bau einer Wellness- und Begegnungsstätte in Werder (Havel) vorzubereiten. Der später wegen Subventionsbetrug verurteilte Investor und Mitbetreiber des Resorts Schwielowsee Axel Hilpert hatte Große dazu eingeladen. Große und der ebenfalls mitreisende Kreistagschef Lothar Koch (SPD) mussten eine vierstellige Geldstrafe wegen Vorteilsannahme im Amt zahlen.
Im Jahr 2012 erkrankte Werner Große an einem Lungenkrebs. Im Zuge der Therapie fiel er für mehr als ein Jahr im Amt aus. In der Folge trat Große 2014 vom Amt des Bürgermeisters zurück.
Zur Kommunalwahl in Brandenburg 2014 stellte ihn die CDU als Kandidaten für den Kreistag des Landkreises Potsdam-Mittelmark auf, in den er gewählt wurde. Am 4. Dezember 2014 wurde Werner Große als Nachfolger seines Sohnes Christian Große zum neuen Vorsitzenden des Kreistages gewählt. Das Amt nahm er zum 1. Januar 2015 an.